# Strong Enough to Break
Strong Enough to Break är en dokumentärfilm av Ashley Greyson om rockgruppen Hanson.
Dokumentären visar processen fram till utgivningen av Hansons album "Underneath", men är framförallt en skildring av den problematik som uppstod för bandet i relation till deras dåvarande skivbolag. Innan Hanson fick sitt genombrott 1997 skrev bandet kontrakt med Mercury Records men på grund av en sammanslagning av skivbolag hamnade de på Island Def Jam Records, något som i förlängningen fick stora konsekvenser för bandets utveckling.